# 9574 Taku
9574 Taku (1988 XB5) là một tiểu hành tinh vành đai chính được phát hiện ngày 5 tháng 12 năm 1988 bởi T. Nakamura ở Đài thiên văn Kiso.